# Uno scandalo molto inglese
Uno scandalo molto inglese (A Very English Scandal) è un romanzo di genere thriller, tratto da una storia vera, scritto da John Preston.
È stato pubblicato per la prima volta il 5 maggio 2016 da Viking Press e da Other Press negli Stati Uniti. Il romanzo descrive in dettaglio il caso Thorpe degli anni settanta in Gran Bretagna, in cui l'ex leader del Partito Liberale, Jeremy Thorpe, fu processato e assolto per aver cospirato per uccidere il suo presunto ex amante, Norman Scott.

## Trama
Nel 1979 l'ex membro del Parlamento, Jeremy Thorpe, fu processato con l'accusa di aver ingaggiato un killer con lo scopo di uccidere il suo presunto ex amante, Norman Scott. Uno scandalo molto inglese racconta la vita amorosa precoce e segreta di Thorpe, in un'epoca in cui l'omosessualità era illegale in Regno Unito, e la sua successiva esposizione pubblica. Il romanzo descrive anche il processo di Thorpe e la sua assoluzione.

## Critica
Nicholas Shakespeare, scrivendo su The Telegraph, ha dato al romanzo cinque stelle su cinque, sottolineando che Preston "racconta questa complicata storia di assassini, poliziotti, segretarie e audaci giudici con semplicità e gusto". Chris Mullin del The Guardian ha detto che "una pagina tira l'altra", aggiungendo che è "probabilmente il resoconto più forense, elegantemente scritto e avvincente di uno dei grandi scandali politici del XX secolo".
Marilyn Stasio del New York Times ha convenuto che "Preston ha scritto un piacevole thriller politico", ma ha aggiunto che "non importa quanto ci provi ... il suo personaggio centrale è egoista, arrogante e manipolatore". Andrew Lycett di The Spectator ha notato che "Anche con tutti i piacevoli tocchi d'autore, Preston aggiunge ben poco a una storia ben orchestrata".

## Adattamento
Tra maggio e giugno 2018 è stata trasmessa in Regno Unito dall'emittente BBC One la prima parte di una miniserie televisiva in tre parti basata sul libro dal titolo A Very English Scandal. La serie è scritta da Russell T Davies e diretta da Stephen Frears, con Hugh Grant nel ruolo di Thorpe.